# Стипес (Ријети)
Стипес је насеље у Италији у округу Ријети, региону Лацио.
Према процени из 2011. у насељу је живело 69 становника. Насеље се налази на надморској висини од 857 м.